# El tango y el Teatro Colón
El tango y el Teatro Colón tienen una larga vinculación, ya que piezas de este género fueron ejecutadas en ese Teatro, que está considerado uno de los cinco mejores del mundo. y el más importante de Argentina, desde sus primeros años y si bien estuvo ausente durante algunos períodos, retornó con espectáculos de calidad y, en especial, en funciones de homenaje a grandes figuras de ese género como Osvaldo Pugliese y Aníbal Troilo.

## Primeros años
El nuevo Teatro Colón fue Inaugurado en su ubicación actual frente a la plaza Lavalle el 25 de mayo de 1908 con una función de la ópera Aída a la que asistió el presidente José Figueroa Alcorta. Hasta 1925 el teatro fue administrado por empresarios privados que en los Carnavales de 1910 organizaron allí  bailes  -los caballeros pagaban una entrada de $ 5 y las señoras entraban gratis- en los que actuó una orquesta de 50 profesores dirigida por Alfonso Paolantonio (1859-1939), que en ese momento era director de la banda municipal de música que, entre otras piezas, ejecutó tangos que bailaron los concurrentes que, según una crónica del diario La Nación, no fueron muchos.
Cabe mencionar que en esa época el tango ya había superado los reparos de la “gente decente” y se escuchaba en las fiestas del Jockey Club y de las casas particulares  distinguidas, contando con la adhesión pública de personajes como el barón De Marchi, yerno de Julio Argentino Roca y del escritor Ricardo Güiraldes, entre otros. En la década del veinte el Teatro Colón aparece en algunos tangos: en el titulado Noche de Colón de Roberto Lino Cayol y Raúl de los Hoyos estrenado en 1926 y en Piuma al vento, con letra de Armando Tagini estrenado en 1929, donde en una de sus estrofas se menciona al Teatro Colón.
Otra reunión en el Colón con música de tango de la que tienen noticias fue el 14 de agosto de 1928 en ocasión de un "Gran Festival Artístico", donde actuaron orquestas, cantantes y bailarines dedicados a ese género.

## Décadas de 1930, 1940 y 1950
En 1931 hubo dos importantes espectáculos con fines benéficos en el Teatro Colón; en uno de ellos, con participación de destacadas cancionistas, se elegía por el voto del público “La Reina del Tango” con un jugoso premio de $ 500.- y Libertad Lamarque, todavía en sus comienzos, fue invitada a participar, y resultó ganadora, si bien ella misma señala en su libro de memorias que no habían participado Azucena Maizani ni Mercedes Simone.
El 18 de septiembre de 1933  actuaron las orquestas de Francisco Canaro, Julio De Caro, Roberto Firpo y Osvaldo Fresedo. En la década del treinta, hubo nuevos espectáculos de tango, especialmente  para los Carnavales.
Durante el gobierno peronista actuaron en el Teatro Colón, entre otras orquestas, las de Juan D’Arienzo, Alfredo De Angelis, Aníbal Troilo y Héctor Varela.
En 1964 se presentó el espectáculo Tango, con Troilo como figura central y la participación, entre otros, de Edmundo Rivero (voz), Enrique Mario Francini (violín), Horacio Salgán (piano), Enrique Kicho Díaz (contrabajo). Berlingieri (piano), Ciríaco Ortiz y Roberto Grela (guitarra).

## Décadas de 1970, 1980 y 1990
El 17 de agosto de 1972, durante el gobierno militar de Alejandro Agustín Lanusse, hubo un “Concierto de música ciudadana” en el que participaron las orquestas de Horacio Salgán, Florindo Sassone y Aníbal Troilo así como los conjuntos Sexteto Tango y el Conjunto 9 de Astor Piazzolla. Esa noche estuvieron por primera vez juntos en un escenario los cantores Edmundo Rivero y Roberto Goyeneche. Las orquestas de Osvaldo Fresedo y Osvaldo Pugliese estuvieron invitadas pero no pudieron asistir.
El 24 de junio de 1975 -para el cuadragésimo aniversario de la muerte de Carlos Gardel- actuó la orquesta de Héctor María Artola, en mayo de 1980 lo hizo la Orquesta de Tango de Buenos Aires dirigida por Raúl Garello y Carlos García y el 11 de junio de 1983 actuó, con tal éxito que  debió salir cinco veces al escenario para saludar a un público que lo aplaudía de pie, Astor Piazzolla acompañado de músicos de prestigio: Enrique Raizner en batería, Héctor Console en el contrabajo, Oscar López Ruiz en guitarra, Pablo Ziegler en piano, Dalmar Guarnieri en viola, José Bragato en violonchelo y Fernando Suárez Paz y Hugo Baralis en violines.
En 1985, para los cincuenta años de la muerta de Gardel y con la presencia del presidente Raúl Ricardo Alfonsín, se realizó la función del “Oratorio a Carlos Gardel” por Atilio Stampone con su orquesta.
El 26 de diciembre de 1985 llegó Osvaldo Pugliese al Colón para celebrar su 80° cumpleaños ocurrido el día 2 de ese mes. Luego que el actor Luis Brandoni leyera un poema, entró el maestro al escenario saludado por una lluvia de rosas rojas arrojadas desde los palcos y la platea, que recordaban las ocasiones durante el peronismo en las que, no podía actuar por estar encarcelado por sus ideas políticas, pero su orquesta cumplía sus compromisos y tocaba sin él, pero en tales casos siempre había una rosa roja sobre el piano cerrado sin que hicieran falta más explicaciones.
Con Pugliese dirigiendo desde el piano la orquesta con los cantores Adrián Guida y Abel Córdoba inició la función con los tangos Arrabal y Los mareados. Siguieron otros tangos, entre ellos La Beba -tango que dedicó a su hija Beba Pugliese-, entre las ovaciones y gritos del público –estimado en unas 5.000 personas que agotaron las entradas en el primer día de venta y colmaron asientos y pasillos-, que permanecía de pie y coreaba alguno de los tangos junto a los cantores. La última pieza programa fue La yumba, para cuya ejecución los exmúsicos de la orquesta aún vivos se sumaron a la formación actual; antes, con el público de pie, Pugliese agradeció a todos quienes le acompañaron a lo largo de su trayectoria artística y dedicó el tango que iban a tocar a la memoria de su madre. Sonó entonces La yumba y después vinieron los bises para los que estaba reservado otro famoso tango, La mariposa y el público despidió al maestro con una ovación de 10 minutos y cantando el Feliz Cumpleaños en medio de una honda y conmovedora emoción.
En mayo de 1992 Julio Bocca y Eleonora Cassano bailaron Piazzolla en concierto.
En septiembre de 1996, Daniel Barenboim actuó con música de tango en el Salón Dorado acompañado de Héctor Console y Rodolfo Mederos y declaró en una entrevista, refiriéndose al tango, que “la clave de su encanto está en esa tensión permanente entre su rigidez rítmica y su gran flexibilidad melódica que se mantiene independientes”.
El 8 de diciembre de 1998 se realizó la velada inaugural del Festival Internacional Buenos Aires Tango en el Teatro Colón en la que se destacaron las ejecuciones de Leopoldo Federico y Horacio Salgán, pero finalizó con una criticada actuación de Mariano Mores, que al incorporar trompetas, trombones y otros instrumentos ajenos a los clásicos de la orquesta típica, violando a último momento un acuerdo al respecto, motivó el retiro de  varios instrumentistas, que abandonaron sus atriles.

## sigloXXI
El 4 de julio de 2004 Segismundo Holzman a la cabeza del Ateneo Porteño del Tango, convocó con el apoyo de la Secretaría de Cultura de la ciudad de Buenos Aires, a un homenaje a Aníbal Troilo como homenaje en el mes de su nacimiento, a un encuentro de 90 bandoneonistas en el foyer del Teatro Colón, con tal éxito que fueron 104 los músicos reunidos, muchos notables como Rodolfo Mederos, Leopoldo Federico, Emilio Balcarce, Ernesto Baffa, Néstor Marconi, Raúl Garello, entre otros, quienes luego de ejecutar algunas piezas en el lugar salieron a recorrer bares caracterizados de la ciudad tocando en homenaje a Pichuco.
El 14 de julio  del 2004 la Orquesta del Tango de la ciudad de Buenos Aires dirigida por los maestros Raúl Garello, Néstor Marconi y Juan Carlos Cuacci, con la intervención de Raúl Lavié, María Graña, José Colángelo, Ernesto Baffa y Nelly Vázquez realizó en el Teatro una función en homenaje al centenario del natalicio de Aníbal Troilo cumplido tres días antes. El espectáculo, al que concurrió el jefe de Gobierno de la ciudad autónoma de Buenos Aires, Mauricio Macri se realizó con las entradas totalmente agotadas.
En agosto de 2006 en el Teatro Colón los productores Gustavo Santaolalla y Gustavo Mozzi, presentaron en vivo el Café de los Maestros, “el proyecto más ambicioso que haya tenido la música ciudadana de Buenos Aires, que se propone demostrar la vigencia de las viejas glorias del tango” que habían plasmado en un disco doble, un libro, y una película documental, producida por el brasileño Walter Salles, que se terminó de filmar en esa noche.
Con localidades agotadas tocó la Orquesta Típica Los Maestros, con dirección de Osvaldo Requena, y después participaron Oscar Ferrari; Aníbal Arias; Atilio Stampone;  Alberto Podestá y Emilio de la Peña.
También Ubaldo De Lío, Leopoldo Federico, Virginia Luque, que interpretó La canción de Buenos Aires, Ernesto Baffa, Javier Casalla, Juan Carlos Godoy, que cantó, evocando las épocas del Glostora Tango Club, La mariposa y Emilio Balcarce. También tocaron Osvaldo Berlingieri y Mariano Mores, que  interpretó para el cierre dos de sus más grandes éxitos: Uno y Taquito militar. Y, como bis, sonó Tanguera.
El 3 de marzo de 2012 se hizo en el Colón una función de homenaje al maestro Horacio Salgán en sus 95 años, con la presentación de la orquesta de Salgán dirigida por su hijo y también pianista, César Salgán.  También participaron el Quinteto Real  y bandoneonistas de  diversas formaciones de Salgán, como Julio Pane, Juan José Mosalini, Néstor Marconi  y Ernesto Baffa, quien se llevó la ovación más larga de la noche.
El 10 de agosto de 2015, en la apertura del Festival y Mundial de Tango de la Ciudad Gabriel Mores, nieto de Mariano Mores dirigió al sexteto y a los cuarenta músicos de la Orquesta Filarmónica de Buenos Aires para recordar los éxitos de su abuelo, quien siguió al concierto, cuyo  el foco estuvo puesto en las versiones instrumentales de los temas, vía streaming.
El 23 de febrero de 2018 Ariel Ardit presenta en el Teatro Colón su espectáculo Gardel Sinfónico, en homenaje a su máximo referente musical, cantando sus canciones en formato sinfónico. Carlos Gardel, a pesar de haber sido asiduo concurrente del teatro, nunca cantó allí.